# Microhyla mukhlesuri
Microhyla mukhlesuri es una especie de anfibio anuro de la familia Microhylidae.

## Distribución geográfica
Esta especie es endémica del distrito de Chittagong, en Bangladés. Habita a 9 m sobre el nivel del mar.

## Publicación original
- Hasan, Islam, Kuramoto, Kurabayashi & Sumida, 2014 : Description of two new species of Microhyla (Anura: Microhylidae) from Bangladesh. Zootaxa, n.º 3755, p. 401–408.[3]